# Jayden Hibbert
Jayden Hibbert (Teaneck, Estados Unidos; 5 de agosto de 2004) es un futbolista jamaiquino. Juega de portero y su equipo actual es el Atlanta United de la Major League Soccer. Es internacional absoluto por la selección de Jamaica desde 2024.

## Trayectoria
A nivel juvenil, Hibbert pasó por las inferiores del New York Red Bulls y del Cedar Stars Rush. Entre 2021 y 2022, jugó en el Cedar Stars Rush de la USL League Two.
Como universitario, jugó entre 2022 y 2023 para los UConn Huskies de la Universidad de Connecticut.
En diciembre de 2023, Hibbert fue seleccionado por el Atlanta United en el lugar 19 del SuperDraft de la MLS 2024, firmando contrato con el equipo reserva.

## Selección nacional
Descendiente jamaiquino, Hibbert debutó en la selección de Jamaica en marzo de 2024 ante Trinidad y Tobago por un amistoso.

## Estadísticas
Actualizado al último partido disputado el 7 de junio de 2022.
| Club                            | Div.          | Temporada     | Liga  | Liga  | Copas nacionales | Copas nacionales | Copas internacionales | Copas internacionales | Total | Total |
| Club                            | Div.          | Temporada     | Part. | Goles | Part.            | Goles            | Part.                 | Goles                 | Part. | Goles |
| ------------------------------- | ------------- | ------------- | ----- | ----- | ---------------- | ---------------- | --------------------- | --------------------- | ----- | ----- |
| Cedar Stars Rush Estados Unidos | 4.ª           | 2021          | 1     | 0     | —                | —                | —                     | —                     | 1     | 0     |
| Cedar Stars Rush Estados Unidos | 4.ª           | 2022          | 2     | 0     | —                | —                | —                     | —                     | 2     | 0     |
| Cedar Stars Rush Estados Unidos | Total club    | Total club    | 3     | 0     | 0                | 0                | 0                     | 0                     | 3     | 0     |
| Atlanta United 2 Estados Unidos | 3.ª           | 2024          | 0     | 0     | 0                | 0                | —                     | —                     | 0     | 0     |
| Atlanta United 2 Estados Unidos | Total club    | Total club    | 3     | 0     | 0                | 0                | 0                     | 0                     | 3     | 0     |
| Total carrera                   | Total carrera | Total carrera | 3     | 0     | 0                | 0                | 0                     | 0                     | 3     | 0     |